# چهار روز در سپتامبر
چهار روز در سپتامبر (پرتغالی: O Que É Isso, Companheiro?) فیلمی در ژانر اکشن و درام به کارگردانی برونو بارتو است که در سال ۱۹۹۷ منتشر شد. از بازیگران آن می‌توان به آلن آرکین، فرناندا تورس، فرناندا مونته‌نگرو، فیشر استیونس، سلتون ملو، میلتون گونسالویس و کلودیا آبرو اشاره کرد.